# Sergei Leonidowitsch Rubinstein
Sergei Leonidowitsch Rubinstein (russisch Сергей Леонидович Рубинштейн; * 18. Juni 1889 in Odessa; † 11. Januar 1960 in Moskau) war ein sowjetischer Psychologe.

## Leben
Sergei Leonidowitsch Rubinstein, Sohn eines Juristen, studierte von 1909 bis 1913 in Deutschland u. a. Philosophie an den Universitäten Freiburg, Berlin und Marburg. 1913 verteidigte er seine Dissertation Eine Studie zum Problem der Methode. Ab 1919 war er zwei Jahre lang Dozent des Lehrstuhls für Philosophie und Psychologie der Universität Odessa. Von 1922 bis 1930 leitete er die wissenschaftliche Bibliothek von Odessa. Danach lehrte er bis 1942 Psychologie am Pädagogischen Institut in Leningrad.
Rubinstein wurde einer der bedeutendsten sowjetischen Psychologen und versuchte eine auf dem dialektischen und historischen Materialismus beruhende Theorie der Psychologie zu erarbeiten. In seinem Werk Grundlagen der allgemeinen Psychologie (1940; deutsch 1958) untersuchte er kritisch die sog. bürgerliche Psychologie. Er stellte hierin das Prinzip der dialektischen Einheit von Bewusstsein und Tätigkeit dar. Für diese Schrift wurde er 1942 mit dem Stalinpreis ausgezeichnet.
An der staatlichen Universität Moskau hatte Rubinstein von 1942 bis 1950 den Lehrstuhl für Psychologie inne. Von 1942 bis 1945 stand er dem Institut für Psychologie an der Akademie der Pädagogischen Wissenschaften der Sowjetunion vor. Dann leitete von 1945 bis 1949 und von 1956 bis zu seinem Tod 1960 die Sektion Psychologie am Institut für Philosophie der sowjetischen Akademie der Wissenschaften. In der Schrift Sein und Bewusstsein (1957; deutsch 1961) analysierte er das Verhältnis des Psychischen zum Materiellen, in dem Werk Das Denken und die Wege seiner Erforschung (1958) Denk- und Problemlösungsprozesse. Ferner verfasste er Prinzipien und Wege der Psychologie (1959; deutsch 1963). 1945 erhielt er den Orden des Roten Banners der Arbeit.